# Blåörad lori
Blåörad lori (Trichoglossus semilarvatus) är en fågel i familjen östpapegojor inom ordningen papegojfåglar.

## Utbredning och systematik
Blåörad förekommer i bergsskogar på ön Seram (södra Moluckerna) Den behandlas som monotypisk, det vill säga att den inte delas in i några underarter.

### Släktestillhörighet
Blåörad lori med släktingar placeras traditionellt i släktet Eos. Genetiska studier visar dock att de är relativt närbesläktade med arterna i Trichoglossus och inkluderas därför däri.

## Status
IUCN kategoriserar arten som nära hotad.

## Bilder

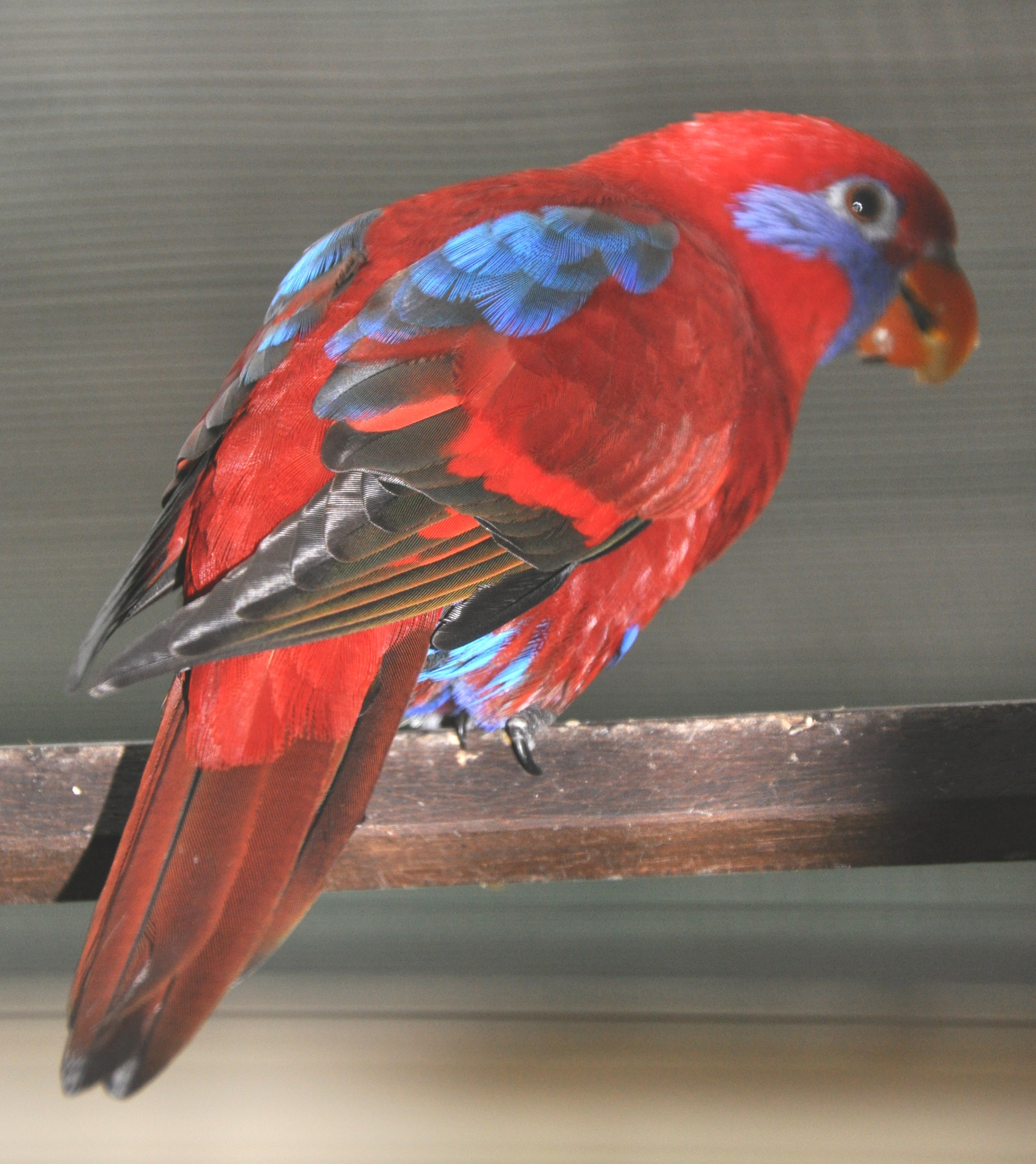
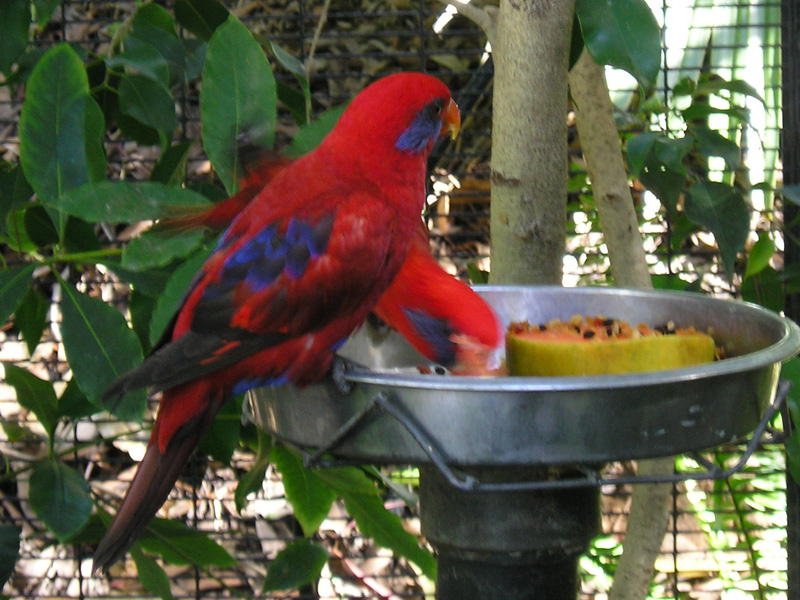